# گاسفورد
گاسفورد (به انگلیسی: Gosford) شهری است واقع در سنترال کست از نیو ساوت ولز، استرالیا که در حدود ۷۶ کیلومتری شمال مرکز تجاری سیدنی واقع شده است. این شهر در انتهای ساحل شمالی بریسبین واتر  قرار دارد. مدخل شمالی وسیع رودخانه هاکسبوری در این شهر به خلیج بروکن می‌ریزد. 